# Nickson Kurgat
Nickson Kurgat (* 1988) ist ein kenianischer Marathonläufer.
2011 wurde er Fünfter bei Roma – Ostia und stellte bei der Maratona d’Italia mit ihrem wegen seines Gefälles nicht bestenlistentauglichen Kurs einen Streckenrekord von 2:08:36 h auf.
2012 wurde er Zweiter beim Mailand-Marathon.

## Persönliche Bestzeiten
- Halbmarathon: 1:01:43 h, 27. Februar 2011, Ostia
- Marathon: 2:08:43 h, 15. April 2012, Mailand